# نیپلز (فلوریدا)
نیپلز (به انگلیسی: Naples) شهری در شهرستان کولیر ایالت فلوریدا است که در سال ۱۹۲۵ بنیان‌گذاری شده‌است. این شهر طبق سرشماری سال ۲۰۱۰ میلادی، ۱۹٬۵۳۷ نفر جمعیت داشته و مساحت آن نیز ۳۷٫۳ کیلومتر مربع است.